# Papilio castor
Papilio castor is een vlinder uit de familie van de pages (Papilionidae). De wetenschappelijke naam van de soort is voor het eerst geldig gepubliceerd in 1842 door John Obadiah Westwood.

## Ondersoorten
- Papilio castor castor
- Papilio castor dioscurus Jordan, 1909
- Papilio castor formosanus Rothschild, 1896
  - = Papilio gotonis Matsumura, 1908
- Papilio castor hamela Crowley, 1900
- Papilio castor kanlanpanus
- Papilio castor khmer Boullet & Le Cerf, 1912
- Papilio castor phanrangensis Fruhstorfer, 1901